# Cantonul Villefranche-sur-Saône
Cantonul Villefranche-sur-Saône este un canton din arondismentul Villefranche-sur-Saône, departamentul Rhône, regiunea Rhône-Alpes, Franța.